# Nemške oborožene sile (1871–1919)
Nemške oborožene sile ali Cesarska nemška vojska (Heer) je bil naziv za kopensko vojsko Nemškega cesarstva (znana tudi kot Cesarska vojska (Reichsheer) ali Cesarska nemška vojska). Fraza »Heer« se še danes uporablja za moderno nemško vojsko (Bundeswehr). Cesarska nemška vojska je bila formirana, ko je bilo leta 1871 ustanovljeno Nemško cesarstvo in je trajala do leta 1919, ko je prišlo do poraza Nemškega cesarstva v prvi svetovni vojni.

## Oblikovanje in imenovanje
Države, ki so sestavile Nemško cesarstvo so imele vsaka svojo vojsko. V Nemški konfederaciji, ustanovljeni po Napoleonovih vojnah, je bila vsaka država odgovorna za vzdrževanje določene enote, ki je bila dana konfederaciji na razpolago v primeru spora. Ko so sodelovale skupaj so bile znane kot Zvezna vojska (Bundesheer). Sistem Zvezne vojske je deloval v različnih konfliktih 19. stoletja, kot je na primer Prva vojna za Schleswig, a do časa Druge vojne za Schleswig so se začeli kazati sevi, predvsem med večjimi silami konfederacije, Avstrijskem cesarstvu in Kraljevini Prusiji. Konec Nemške konfederacije je zapečatila Avstrijsko-Pruska vojna.
Po tej vojni je zmagoslavna in precej razširjena Prusija oblikovala novo konfederacijo, Severnonemško konfederacijo, ki je obsegala vse države v severni Nemčiji. Pogodba, ki je oblikovala Severno-nemško konfederacijo je poskrbela za vzdrževanje Zvezne vojske in mornarice (Bundesmarine ali Bundeskriegmarine). Ostali zakoni o vojaškem služenju so bili prav tako v navedenih pogojih. Konvencije (nekatere pozneje spremenjene) so bile vnesene med Severnonemško konfederacijo in njenimi sosednjimi državicami in so takoj podredile svoje vojske Prusiji v času vojne, ter dale Pruski vojski nadzor nad usposabljanjem, doktrino in opremo.
Kmalu po izbruhu Francosko-pruske vojne leta 1870, je Severno-nemška konfederacija stopila v konvencijo o vojaških zadevah z državami, ki niso bile članice konfederacije: Bavarsko, Württembergom in Badnom. S temi konvencijami in ustavo Nemškega cesarstva leta 1871 se je rodila cesarska vojska (Reichsheer). Kontingenti Bavarskega, Saksonskega in Württemberškega kraljestva so ostali pol-avtonomni, medtem ko je Pruska vojska prevzela skoraj totalen nadzor nad vojskami ostalih držav v cesarstvu. Ustanovitev Nemškega cesarstva 16. aprila 1871 je spremenilo sklicevanje v ustavi Severnonemške konfederacije iz Zvezne vojske v bodisi Cesarsko vojsko (»Reichsheer«) ali Nemško vojsko (»Deutsches Heer«).
Po leta 1871 so mirnodobne vojske štirih kraljestev ostale relativno samostojne. Nemška vojska in Cesarska vojska sta bili upodobljeni v različnih pravnih dokumentih, kot na primer v vojaškem kazenskem zakoniku. Sicer pa so Pruske, Bavarske, Saksonske in Württemberške vojske vzdrževale različne identitete. Vsako kraljestvo je imelo svoje vojno ministrstvo, Bavarska in Saksonska pa sta objavile svoje vojaške čine in delovne dobe za svoje častnike, Württemberg pa je bilo ločeno poglavje Pruskih vojaških činov. Württemberške in Saksonske enote so bile oštevilčene po Pruskem sistemu, medtem ko so Bavarske enote ohranile svoje (torej, 2. Württemberški pehotni polk je postal 120. Pehotni regiment pod Pruskim sistemom).

## Poveljstvo in nadzor
Splošni poveljnik Cesarske nemške vojske, je bil cesar. Pomagal mu je Nemški cesarski vojaški kabinet in izvajalni nadzor vojnega ministrstva, ter Veliki generalštab. Načelnik generalštaba je postal cesarjev glavni vojaški svetovalec in tako najmočnejša vojaška osebnost v cesarstvu. Bavarska je ohranila svoje vojno ministrstvo in svoj Kraljevi Bavarski vojaški generalštab, vendar je usklajevala načrtovanje z Pruskim velikim generalštabom.

### Načelniki Nemškega generalštaba (1871-1919)
- Helmuth von Moltke starejši (7. oktober 1857 - 10. avgust 1888)

- Alfred von Waldersee (10. avgust 1888 - 7. februar 1891)

- Alfred von Schlieffen (7. februar 1891 - 1. januar 1906)

- Helmuth von Moltke mlajši (1. januar 1906 - 14. september 1914)

- Erich von Falkenhayn (14. september 1914 - 29. avgust 1916]]

- Paul von Hindenburg (29. avgust 1916 - 3. julij 1919)

- Wilhelm Groener (3. julij 1919 - 7. julij 1919)

- Hans von Seeckt (7. julij 1919 - 15. julij 1919)